# 龙门山断层
30°N 105°E / 30°N 105°E

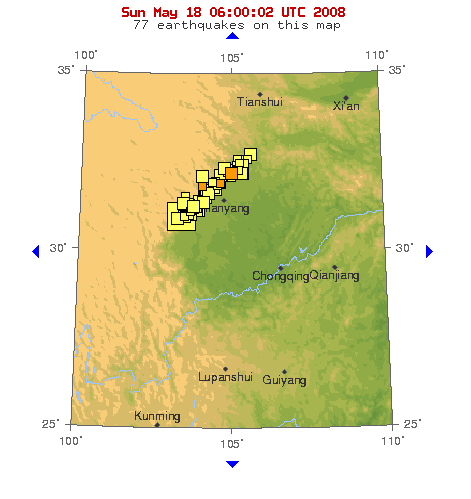
美国地质调查局地图-四川地震区域内的龙门山断层几十个余震点

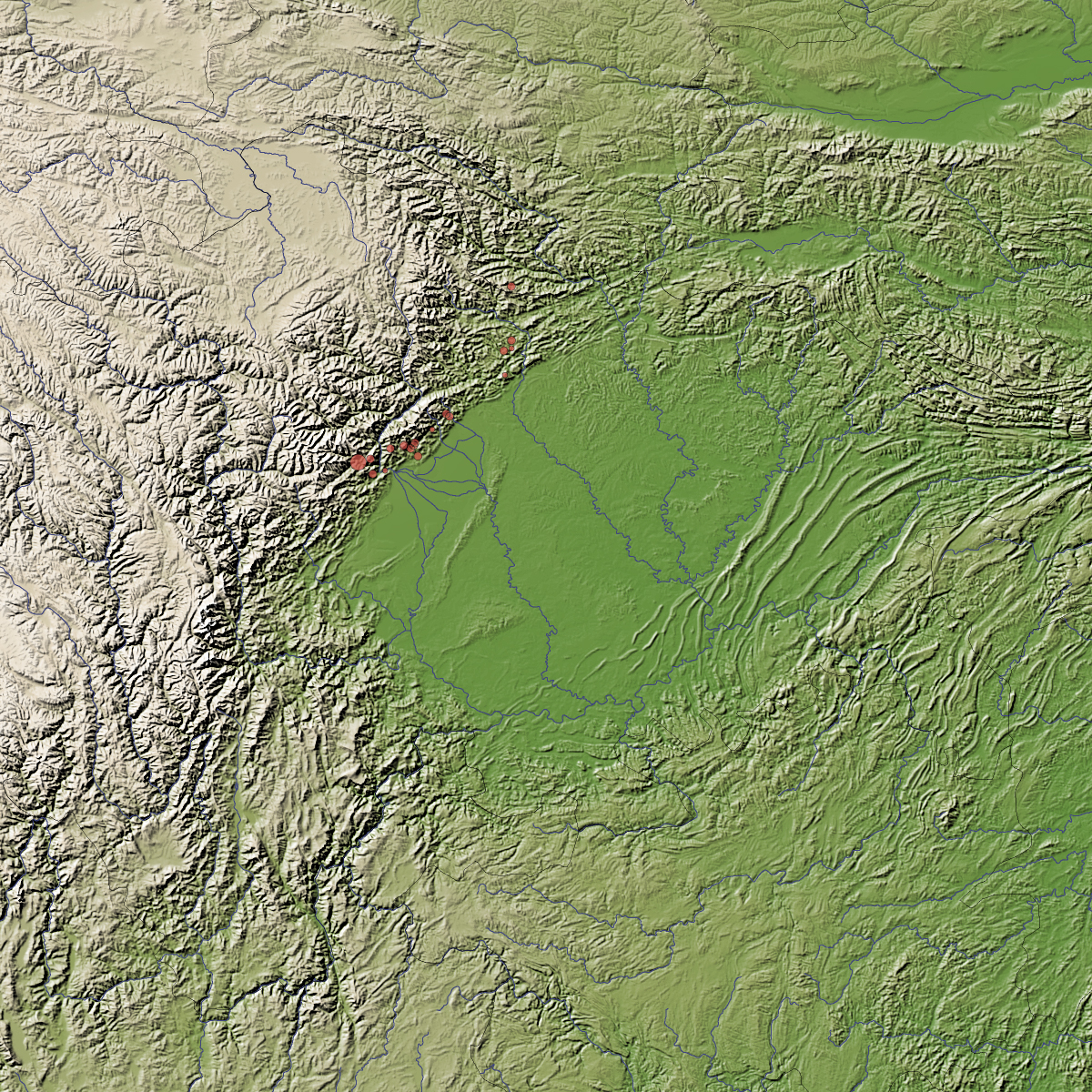
該圖显示了该地区地震发生的地方(紅點)，地震普遍發生在龙门山山脉的边缘

龙门山断层是中国西南部龙门山的一个逆冲断层，位于青藏高原东缘，四川盆地西缘，欧亚大陆板块的巴颜喀拉块体与华南板块之间。自西向东由龙门山后山断裂、龙门山主中央断裂、龙门山主边界断裂三条平行的断裂带组成，东北-西南走向，长约500公里，宽达70公里，是地震多发区。

## 成因
欧亚板块由于遭到印度-澳洲板块朝向北略偏东方向的积压，形成巨大的青藏高原隆起。青藏高原以每年10-15毫米的速度向东流动，在龙门山一带受到坚硬的四川地块的阻挡，积聚了大量的构造应力，形成了断层。该断层在不断受到青藏高原挤压的情况下，成为逆冲运动的多发区，因而易于发生地震。

## 现状
龙门山断层自1657年4月21日之后，不甚活跃，在300多年间其发生地震的频率不及附近的鲜水河断层，强度也从未超过里氏6级，因此曾被认为是已逐渐沉寂的古老断层。但是2001年青藏高原北缘的昆仑山发生8.1级大地震，此后青藏高原对亚欧板块主体的主要挤压方向从北部转向东部，龙门山断层和周边其他断层均受到影响，重新活跃。2008年5月12日，该断层发生汶川大地震，造成69,227到300,000人死亡，374,643人受伤，17,923人失踪。2013年4月20日及2022年6月1日，该断层分別发生7.0级及6.1級的雅安地震，兩次地震共造成200人死亡。